# バグダード・ブーンジャー
バグダード・ブーンジャー（Baghdad Bounedjah 、1991年11月30日 - ）は、アルジェリア・オラン出身のプロサッカー選手。アルジェリア代表。アル・シャマールSC所属。ポジションは、フォワード。

## クラブ経歴
2011年夏、USM El Harrachと2年契約を結んだ。2011年9月10日のMCオラン戦でスタメン出場しプロデビュー。78分にはプロ初ゴールを挙げた。

## 代表歴
2011年9月、U-23アルジェリア代表に招集された。
2011年10月4日、アフリカネイションズカップ2012予選・中央アフリカ戦を控えるアルジェリア代表のメンバーに、負傷離脱したラフィク・ジェブールに代わって招集された。
2011年11月16日、モロッコで開催されるアフリカ U-23選手権2011の参加メンバーに選ばれた。
2019年にはアフリカネイションズカップ2019に参戦するアルジェリア代表に招集された。7月19日に行われた決勝では、開始2分で先制点を挙げると、これが決勝点となりアルジェリア代表の優勝に貢献した。

### ゴール
2024年10月14日現在
| #   | 開催日         | 都市       | 対戦国         | スコア | 結果 | 試合概要                              |
| --- | -------------- | ---------- | -------------- | ------ | ---- | ------------------------------------- |
| 1   | 2017年1月7日   | ブリダ     | モーリタニア   | 2-1    | 3-1  | 親善試合                              |
| 2   | 2018年3月22日  | アルジェ   | タンザニア     | 1-0    | 4-1  | 親善試合                              |
| 3   | 2018年3月22日  | アルジェ   | タンザニア     | 4-1    | 4-1  | 親善試合                              |
| 4   | 2018年6月1日   | アルジェ   | カーボベルデ   | 2-1    | 2-3  | 親善試合                              |
| 5.  | 2018年9月8日   | バカウ     | ガンビア       | 1–0    | 1–1  | アフリカネイションスカップ2019予選    |
| 6.  | 2018年10月12日 | アルジェ   | ベナン         | 2–0    | 2–0  | アフリカネイションスカップ2019予選    |
| 7.  | 2018年11月18日 | ロメ       | トーゴ         | 4–1    | 4–1  | アフリカネイションスカップ2019予選    |
| 8.  | 2018年12月27日 | ドーハ     | カタール       | 1–0    | 1–0  | 親善試合                              |
| 9.  | 2019年3月26日  | ブリダ     | チュニジア     | 1–0    | 1–0  | 親善試合                              |
| 10. | 2019年6月11日  | ドーハ     | ブルンジ       | 1–0    | 1–1  | 親善試合                              |
| 11. | 2019年6月16日  | ドーハ     | マリ           | 1–1    | 3–2  | 親善試合                              |
| 12. | 2019年6月23日  | カイロ     | ケニア         | 1–0    | 2–0  | アフリカネイションズカップ2019        |
| 13. | 2019年7月19日  | カイロ     | セネガル       | 1–0    | 1–0  | アフリカネイションズカップ2019        |
| 14. | 2019年10月15日 | リール     | コロンビア     | 1–0    | 3–0  | 親善試合                              |
| 15. | 2019年11月14日 | ブリダ     | ザンビア       | 2–0    | 5–0  | アフリカネイションズカップ2021予選    |
| 16. | 2019年11月14日 | ブリダ     | ザンビア       | 5–0    | 5–0  | アフリカネイションズカップ2021予選    |
| 17. | 2020年11月12日 | アルジェ   | ジンバブエ     | 1–0    | 3–1  | アフリカネイションズカップ2021予選    |
| 18. | 2021年3月28日  | ブリダ     | ボツワナ       | 4–0    | 5–0  | アフリカネイションズカップ2021予選    |
| 19. | 2021年6月3日   | ブリダ     | モーリタニア   | 4–1    | 4–1  | 親善試合                              |
| 20. | 2021年6月11日  | ラデス     | チュニジア     | 1–0    | 2–0  | 親善試合                              |
| 21. | 2021年9月2日   | ブリダ     | ジブチ         | 4–0    | 8–0  | 2022 FIFAワールドカップ・アフリカ予選 |
| 22. | 2021年10月12日 | ニアメ     | ニジェール     | 4–0    | 4–0  | 2022 FIFAワールドカップ・アフリカ予選 |
| 23. | 2021年12月1日  | ライヤーン | スーダン       | 1–0    | 4–0  | 2021 FIFAアラブカップ                 |
| 24. | 2021年12月1日  | ライヤーン | スーダン       | 2–0    | 4–0  | 2021 FIFAアラブカップ                 |
| 25. | 2023年3月27日  | ラデス     | ニジェール     | 1–0    | 1–0  | アフリカネイションズカップ2023予選    |
| 26. | 2023年11月16日 | アルジェ   | ソマリア       | 2–0    | 3–1  | 2026 FIFAワールドカップ・アフリカ予選 |
| 27. | 2024年1月9日   | ロメ       | ブルンジ       | 1–0    | 4–0  | 親善試合                              |
| 28. | 2024年1月15日  | ブアケ     | アンゴラ       | 1–0    | 1–1  | アフリカネイションズカップ2023        |
| 29. | 2024年1月20日  | ブアケ     | ブルキナファソ | 1–1    | 2–2  | アフリカネイションズカップ2023        |
| 30. | 2024年1月20日  | ブアケ     | ブルキナファソ | 2–2    | 2–2  | アフリカネイションズカップ2023        |
| 31. | 2024年9月10日  | モンロビア | リベリア       | 3–0    | 3–0  | アフリカネイションズカップ2025予選    |

## タイトル

### クラブ
エトワール・サヘル
- Tunisian Cup: 2012, 2014, 2015
- CAFコンフェデレーションカップ: 2015

アル・サッド
- カタール・スターズリーグ:2018-19, 2020-21, 2021-22, 2023-24
- カタール・カップ:2017, 2020, 2021
- アミールカップ:2017, 2020, 2021, 2024
- カタール・スーパーカップ:2017, 2019

### 代表
- アフリカネイションズカップ: 2019
- FIFAアラブカップ: 2021

### 個人
- アルジェリア人年間最優秀選手賞 : 2018
- チュニジア・リーグ得点王: 2013-14
- CAFコンフェデレーションカップ得点王: 2015
- CAFチーム・オブ・ザ・イヤー: 2015
- カタール・スターズリーグ得点王: 2018-19、2020-21
- カタール・スターズリーグチーム・オブ・ザ・イヤー: 2017-18, 2018-19, 2019-20
- AFCチャンピオンズリーグ得点王: 2018
- AFCチャンピオンズリーグファンベストイレブン: 2018
- AFCチャンピオンズリーグOPTAベストイレブン: 2018
- IFFHS世界最優秀ゴールスコアラー: 2018
- IFFHS世界最優秀インターナショナルゴールスコアラー: 2018
- IFFHS世界最優秀ディビジョンゴールスコアラー: 2019
- FIFAクラブワールドカップ得点王：2019
- Goalアフリカチーム・オブ・ザ・イヤー: 2018
- IFFHS CAF 男子チーム・オブ・ザ・イヤー: 2021